# ورزشگاه شاهزاده مولای عبدالله
ورزشگاه شاهزاده مولای عبدالله (عربی: المجمع الرياضي الأمير مولاي عبدالله) یک ورزشگاه فوتبال در شهر رباط، مراکش است.
این ورزشگاه که در سال ۱۹۸۳ تأسیس شده دارای ۶۸٬۰۰۰ نفر ظرفیت می‌باشد.